# 青春まんまんなか!
「青春まんまんなか!」（せいしゅんまんまんなか!）は、2015年9月6日にアップフロントワークスから発売されたつばきファクトリーの1枚目のインディーズシングル。

## リリース
- 2015年9月6日より開催された「ハロプロ研修生 発表会2015～9月の生タマゴShow!～」会場グッズ売場にて先行販売。のちにe-LineUP!、ハロー!プロジェクトオフィシャルショップにて販売された[1]。

## 収録曲
| #  | タイトル                            | 作詞       | 作曲  | 編曲 | 時間 |
| -- | ----------------------------------- | ---------- | ----- | ---- | ---- |
| 1. | 「青春まんまんなか!」(First Take)   | もりちよこ | KOUGA | CMJK | 4:35 |
| 2. | 「青春まんまんなか!」(Instrumental) |            | KOUGA | CMJK | 4:36 |

## リリース日一覧
| 地域 | リリース日   | レーベル       | 規格           | カタログ番号 |
| ---- | ------------ | -------------- | -------------- | ------------ |
| 日本 | 2015年9月6日 | UP-FRONT WORKS | CD（シングル） | UFCW-1105    |

## 参加ミュージシャン
青春まんまんなか!
- Programming & Keyboard：CMJK
- Chorus：CHINO